# Érigoné
Érigoné (latinsky Erigone) bylo v řecké mytologii jméno dvou ženských postav.

## Érigoné - dcera rolníka
Íkarios podle starých báji byl athénský pastýř. Dostal od boha vína Dionýsa první keřík vinné révy a také ponaučení, jak ji pěstovat a vyrábět z ní víno. Proslavil se nejen v rodném městě, ale i v mnoha blízkých i dalekých krajích a zemích. Je proto ironií osudu, že se stal úplně první obětí opilství. Stalo se, že nabídl džbánek vína pastýřům a ti z neznalosti nerozumně popíjeli, až se docela opili. Protože jim bylo špatně, domnívali se, že jim Íkarios dal jed a chtěl je otrávit. Nečekali na žádné vysvětlení a zabili.
Íkariova dcera Érigoné se ze žalu oběsila, když její pes Maira ji přivedl k otcovu hrobu. Érigoné před svou smrtí prosila bohy, aby její osud stíhal všechny athénské dívky, dokud její otec nebude pomstěn. Vrahové jejího otce uprchli a athénské dívky páchaly sebevraždy oběšením jedna po druhé. Teprve věštírna v Delfách oznámila, že tyto oběti si žádá mrtvá Érigoné.
Poté byli uprchlí vrahové neprodleně vypátráni a pověšeni. Na památku byla založena slavnost vinobraní.
Říká se, že bůh Dionýsos vzal Íkaria, Érigoné i jejich psa Mairu na nebesa a ta souhvězdí se nazývají Panna a Velký pes.

## Érigoné - manželka Orestova
Tato Érigoné byla dcerou Aigistha, který s Klytaimnéstrou, zrádnou manželkou mykénského krále Agamemnona zosnoval zákeřnou vraždu na Agamemnona, který se vrátil z trojské války. Po sedmi letech se vrátil již dospělý syn krále Orestés a pomstil smrt svého otce a Aigistha zavraždil. Poté však Orestés musel opustit na čas Mykény, Aigisthův syn Alétés se stal dočasně mykénským králem. Když se Orestés vrátil, zabil ještě Aléta v sebeobraně. Tím skončily dlouhé roky rodinných svárů, násilí a vražd.
Orestés se ujal právoplatně vlády nad Mykénami, přidal také Argos a Spartu. Po první manželce Hermioné se oženil s Érigoné, která mu dala syna Penthila.